# Saint-Rémy-de-Blot
Saint-Rémy-de-Blot is een gemeente in het Franse departement Puy-de-Dôme (regio Auvergne-Rhône-Alpes) en telt 211 inwoners (2005). De plaats maakt deel uit van het arrondissement Riom.

## Geografie
De oppervlakte van Saint-Rémy-de-Blot bedraagt 14,7 km², de bevolkingsdichtheid is 14,4 inwoners per km².
De onderstaande kaart toont de ligging van Saint-Rémy-de-Blot met de belangrijkste infrastructuur en aangrenzende gemeenten.

## Demografie
Onderstaande figuur toont het verloop van het inwonertal (bron: INSEE-tellingen).